# Walt Davis
Walter Francis "Buddy" Davis (Beaumont, Texas, 5 de enero de 1931-Port Arthur, Texas, 17 de noviembre de 2020) fue un jugador de baloncesto y atleta especializado en salto de altura estadounidense que jugó cinco temporadas en la NBA. Con 2,03 metros de estatura, lo hacía en la posición de ala-pívot. Fue medalla de oro en los Juegos Olímpicos de Helsinki 1952 con un salto de 2,04 m.

## Baloncesto

### Universidad
A pesar de haber contraído la poliomielitis a los 9 años, que le dejó durante 3 años sin poder andar y otros cuatro más con una fuerte rehabilitación, jugó durante cuatro temporadas con los Aggies de la Universidad de Texas A&M, en las que promedió 12,4 puntos por partido. En 1952 ayudó a su equipo a conseguir el primer título de la Southwest Conference en 30 años.

### Profesional
Fue elegido en la decimocuarta posición del Draft de la NBA de 1952 por Philadelphia Warriors, donde jugó durante cuatro años y medio. En la temporada 1955-56 consiguió su primer anillo de campeón de la NBA, tras derrotar a Fort Wayne Pistons en las Finales. Davis aportó 4,6 puntos y 3,9 rebotes por partido.
Mediada la temporada 1957-58 fue traspasado a St. Louis Hawks a cambio de Dave Plunkett. En los Hawks acabó la temporada jugando poco más de 10 minutos por partido, pero que le sirvieron para ganar su segundo campeonato, derrotando en las Finales a Boston Celtics por 4-2, tras lo cual se retiraría definitivamente.

## Estadísticas de su carrera en la NBA

### Temporada regular
| Temporada | Edad | Equipo       | Liga | P   | TIT | MIN  | TC  | TCA | %TC  | TL  | TLA | %TL  | REB | ASIS | FP  | PTS |
| 1953-54   | 23   | Philadelphia | NBA  | 68  |     | 23.1 | 2.5 | 6.7 | .367 | 1.0 | 1.5 | .644 | 6.4 | 0.9  | 3.0 | 5.9 |
| 1954-55   | 24   | Philadelphia | NBA  | 61  |     | 12.6 | 1.1 | 3.0 | .385 | 0.6 | 0.8 | .729 | 3.4 | 0.6  | 1.6 | 2.9 |
| 1955-56   | 25   | Philadelphia | NBA  | 70  |     | 15.7 | 1.8 | 4.8 | .369 | 1.1 | 1.6 | .688 | 3.9 | 0.8  | 3.3 | 4.6 |
| 1956-57   | 26   | Philadelphia | NBA  | 65  |     | 19.2 | 2.7 | 6.7 | .407 | 1.1 | 1.6 | .698 | 4.7 | 0.8  | 3.6 | 6.6 |
| 1957-58   | 27   | TOTAL        | NBA  | 61  |     | 10.9 | 1.4 | 4.0 | .348 | 1.0 | 1.3 | .744 | 2.9 | 0.5  | 2.3 | 3.8 |
| 1957-58   | 27   | Philadelphia | NBA  | 35  |     | 10.7 | 1.3 | 3.7 | .341 | 0.5 | 0.7 | .667 | 2.5 | 0.5  | 2.3 | 3.0 |
| 1957-58   | 27   | St. Louis    | NBA  | 26  |     | 11.0 | 1.6 | 4.4 | .357 | 1.7 | 2.2 | .776 | 3.3 | 0.4  | 2.4 | 4.9 |
| Total     |      |              | NBA  | 325 |     | 16.4 | 1.9 | 5.1 | .377 | 1.0 | 1.4 | .695 | 4.3 | 0.7  | 2.8 | 4.8 |

### Playoffs
| Temporada | Edad | Equipo       | Liga | P  | MIN | TCA | TC | TLA | TL | REB | ASIS | FP | PTS | %TC  | %FT   | MIN  | PTS | REB | AST |
| 1955-56   | 25   | Philadelphia | NBA  | 10 | 69  | 10  | 22 | 3   | 6  | 28  | 3    | 21 | 23  | .455 | .500  | 6.9  | 2.3 | 2.8 | 0.3 |
| 1956-57   | 26   | Philadelphia | NBA  | 2  | 37  | 4   | 13 | 4   | 4  | 14  | 1    | 8  | 12  | .308 | 1.000 | 18.5 | 6.0 | 7.0 | 0.5 |
| 1957-58   | 27   | St. Louis    | NBA  | 9  | 66  | 11  | 29 | 10  | 12 | 27  | 3    | 22 | 32  | .379 | .833  | 7.3  | 3.6 | 3.0 | 0.3 |
| Total     |      |              | NBA  | 21 | 172 | 25  | 64 | 17  | 22 | 69  | 7    | 51 | 67  | .391 | .773  | 8.2  | 3.2 | 3.3 | 0.3 |

## Atletismo
En 1952 compitió con Estados Unidos en los Juegos Olímpicos de Helsinki, ganando la medalla de oro de salto de altura con una marca de 2,04 m. derrotando a su compatriota Ken Wiesner, que fue segundo con un salto de 2,01 y al brasileño José da Conceição, que ganó el bronce con 1,98.
El 27 de junio de 1953 consiguió en Dayton, Ohio un salto de 2,12 metros, que le supuso un récord del mundo que permaneció vigente durante 3 años, hasta que fue batido en junio de 1956 por Charles Dumas.